# أغاجري (مراغة)
أغاجري هي قرية في مقاطعة مراغة، إيران. يقدر عدد سكانها بـ 552 نسمة بحسب إحصاء 2016.